# Betim Esporte Clube
El Betim Esporte Clube és un club de futbol brasiler de la ciutat de Betim a l'estat de Minas Gerais.

## Història
El club va ser fundat el 21 de maig de 1998 a partir del club amateur Novo Cruzeiro Futebol Clube, el qual es professionalitzà amb el nom Ipatinga Futebol Clube. L'any 2005 es proclamà campió del campionat mineiro. El 2012 patí problemes financers greus i es traslladà a la ciutat de Betim, canviant el nom per Betim Esporte Clube.

## Estadi
Durant 14 anys el club jugà a l'Estadi Municipal Epaminondas Mendes Brito (més tard anomenat João Lamego Netto), conegut com a Ipatingão o Lamegão, construït el 1982, amb capacitat per a 15.000 espectadors. Actualment juga a Betim, i a Sete Lagoas.

## Palmarès
- Campionat mineiro:
  - 2005

- Taça Minas Gerais:
  - 2004, 2011